# أروكاريا شميدية
أروكاريا شميدية (الاسم العلمي: Araucaria schmidii) هي نوع من النباتات يتبع جنس الأروكاريا من الفصيلة الأروكارية.